# Скупой (хутор)
Скупой — хутор в Нижнедевицком районе Воронежской области. Входит в состав Синелипяговского сельского поселения.
Расположен в 29 км к юго-востоку от Нижнедевицка и в 55 км к юго-западу от центра Воронежа.
По данным 2019 года население составляет 3 человека.